# Женская сборная Китая по волейболу
Женская национальная сборная Китая по волейболу (англ. China women's national volleyball team, кит. 中國國家女子排球隊) — представляет Китайскую Народную Республику на международных волейбольных соревнования. Является одной из сильнейших женских национальных волейбольных сборных мира. Трёхкратный чемпион Олимпийских игр, двукратный чемпион мира, 5-кратный победитель розыгрышей Кубка мира, 13-кратный чемпион Азии. Управляющей организацией выступает Волейбольная ассоциация Китая.

## История
Волейбол появился в Китае в 1905 году в южных регионах страны — Гонконге и Гуанчжоу. В 1913 им начали заниматься в городах, расположенных на побережье провинций Гуандун и Фуцзянь. По правилам ФИВБ (6х6) волейбол начал культивироваться в Китае в конце 1940-х.

### 1949—1962
Значительное развитие волейбол в стране получил после 1949 года. Были организованы выезды китайских волейболистов в страны Восточной Европы для изучения техники и тактики игры. В 1953 была создана Волейбольная ассоциация Китая, в том же году вступившая в ФИВБ. Через три года сформированная женская сборная страны приняла участие в чемпионате мира, проходившем в столице Франции Париже. В первом своём матче на турнире 30 августа китаянки уверенно обыграли команду Австрии со счётом 3:0 (15:1, 15:2, 15:3). В дальнейшем сборная Китая одержала ещё три победы и 6 раз проиграла, заняв в итоге 6-е место, пропустив вперёд себя лишь сильные восточноевропейские команды.
В последующем вплоть до 1974 года китайская национальная сборная приняла участие лишь в одном международном турнире — чемпионате мира 1962 (9-е место). Фактическая самоизоляция китайского волейбола и спорта в целом были связаны с внутриполитическими проблемами и конфликтом вокруг признания спортивных федераций Тайваня под флагом Китайской Республики.

### 1974—1980
В 1974 году сборная Китайской Народной Республики вновь была среди участников мирового первенства, прошедшего в Мексике, причём вопрос о том, кто будет представлять Китай решился лишь накануне чемпионата, когда решением ФИВБ место выигравшей путёвку в ходе азиатской квалификации сборной Китайской Республики (Тайваня) было предоставлено команде КНР. Спешно собранная команда выступила неудачно, заняв лишь 14-е место среди 23 участников.
С середины 1970-х волейбол Китая окончательно вернулся на международную арену. Результаты национальной команды с каждым годом всё более улучшались. В 1978 китаянки заняли высокое 6-е место на проходившем в СССР чемпионате мира, не попав в полуфинал лишь по худшему соотношению партий в ходе групповго раунда, а в 1979 выиграли «золото» чемпионата Азии, обыграв всех своих соперников, в том числе действующего олимпийского чемпиона и серебряного призёра мирового первенства сборную Японии со счётом 3:1. С этого времени женская национальная команда Китая твёрдо заявила о себе как об одной из сильнейших волейбольных сборных мира.
В 1980 китаянки должны были дебютировать на Олимпийских играх, но из-за бойкота Китаем московской Олимпиады дебют пришлось отложить на 4 года.

### 1981—1990

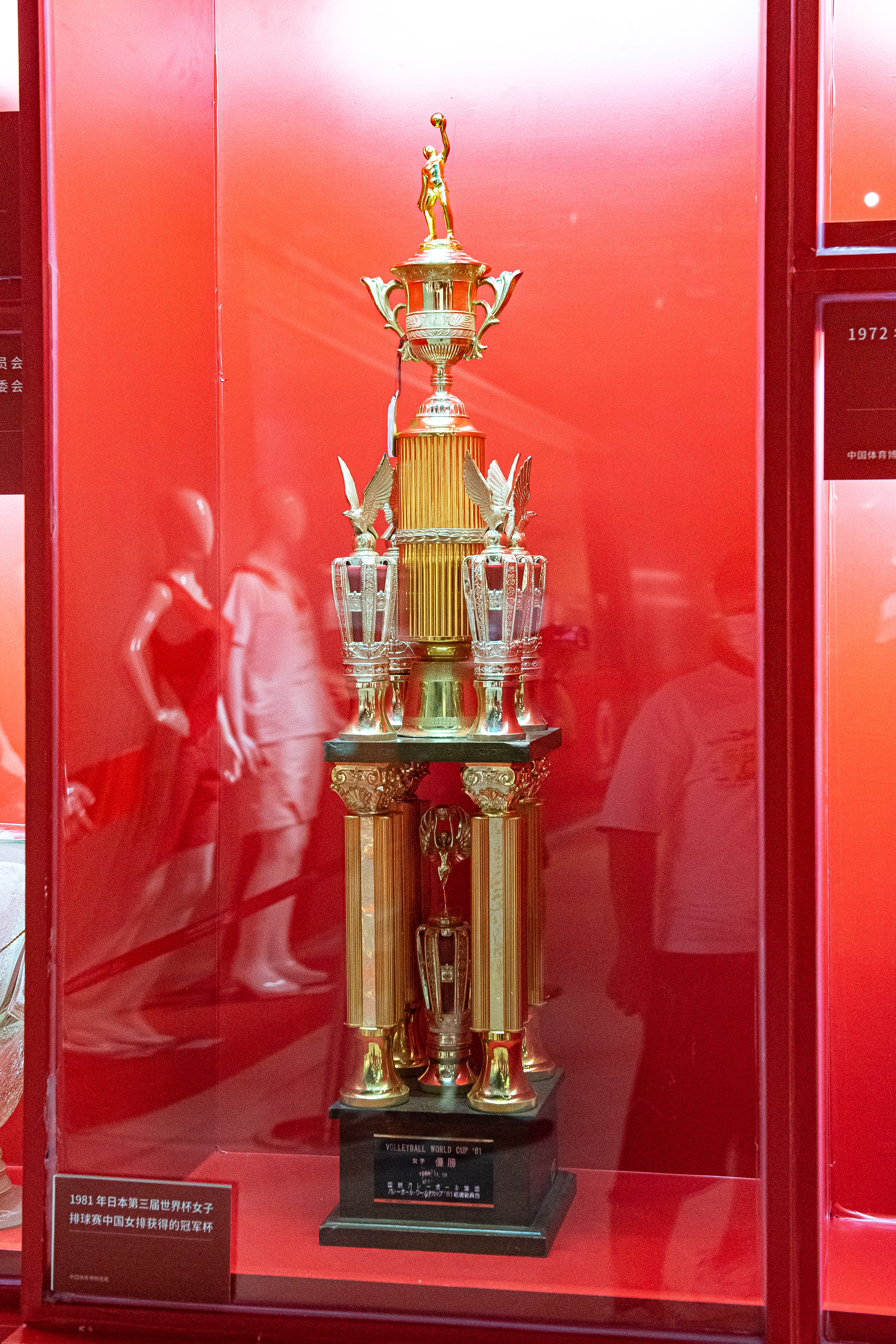
Кубок мира 1981 года, завоёванный женской сборной Китая по волейболу, «Великолепие·Следуя за мечтой — Путь двух олимпиад. Выставка китайской спортивной культуры», Национальный стадион, Пекин, КНР, 2022 год

Женская сборная Китая — чемпион мира 1982 года

Большая часть 1980-х годов (1981—1987) прошла под знаком гегемонии сборной Китая на международной арене. В 1981 она стала обладателем Кубка мира, через год победила на чемпионате мира, обыграв в полуфинале японок, а в финале хозяек турнира перуанок. В 1984 сборная Китая выиграла Олимпийские игры, победив в финале сборную США 3:0. Этой тройной победе в 1981—1984 гг. на соревнованиях мирового уровня посвящён памятник в городе Чжанчжоу, установленный в 1986 году (кит. 漳州三连冠纪念碑). В 1985 китаянки вновь стали сильнейшими в ходе розыгрыша Кубка мира, а в 1986 защитили титул чемпионок мира, не проиграв в ходе турнира ни одного матча. Кроме этого сборная Китая за этот период дважды была сильнее всех на Азиатских играх (1982 и 1986) и в 1987 выиграла чемпионат Азии. За это время лишь раз (в 1983) японская национальная команда сумела опередить китаянок на своём домашнем первенстве Азии.

Женская сборная Китая — двукратный чемпион мира (1986 год)

Этих выдающихся успехов команда Китая добилась под руководством тренеров Юань Вэйминя (возглавлял сборную с 1976 по 1984), сменившего его после Олимпиады-84 Дэн Жоцзэна и Чжан Жунфан, ставшей в 1984 олимпийской чемпионкой в составе команды и возглавившей сборную в 1986 году. Характерными особенностями игры национальной сборной были сочетание лучших качеств азиатского волейбола (быстрота, комбинационность, цепкость в защите) с сильными сторонами волейбола европейско-североамериканского, которому в большей степени был присущ атлетизм и мощь в атакующих действиях. Лидерами сборной Китая «золотого» периода были такие выдающиеся волейболистки как Лан Пин, Ян Силань, Чжэн Мэйчжу, Чжан Жунфан, Чжоу Сяолань, Хоу Ючжу, Цзян Ин, Ли Яньцзюнь, Лян Янь, Ян Сяоцзюнь и другие.
На Олимпийские игры 1988 года в Сеул китайская сборная ехала в ранге безусловного фаворита, но в полуфинале она неожиданно была разгромлена сборной СССР 0:3 (0:15, 9:15, 2:15). Бронзовые награды китаянки всё же сумели выиграть, победив в матче за 3-е место команду Японии 3:0. Через год на Кубке мира сборная Китая стала также третьей, а в 1990 на домашнем чемпионате мира уступила в финале советским волейболисткам со счётом 1:3, хотя до этого на турнире не проиграла ни одного сета.

### 1991—2000
Первая половина 1990-х годов прошла под знаком некоторого спада результатов китайской национальной команды на фоне смены поколений в сборной. И если на азиатском континенте сборная Китая практически не знала себе равных (10 подряд высших титулов на чемпионатах Азии в период 1987—2005), то на мировом уровне лучшим достижением китаянок стало только «серебро» на Кубке мира 1991. Болезненным неудачами для сборной завершились Олимпиада-92 (7-е место) и чемпионат мира 1994 (8-е место).

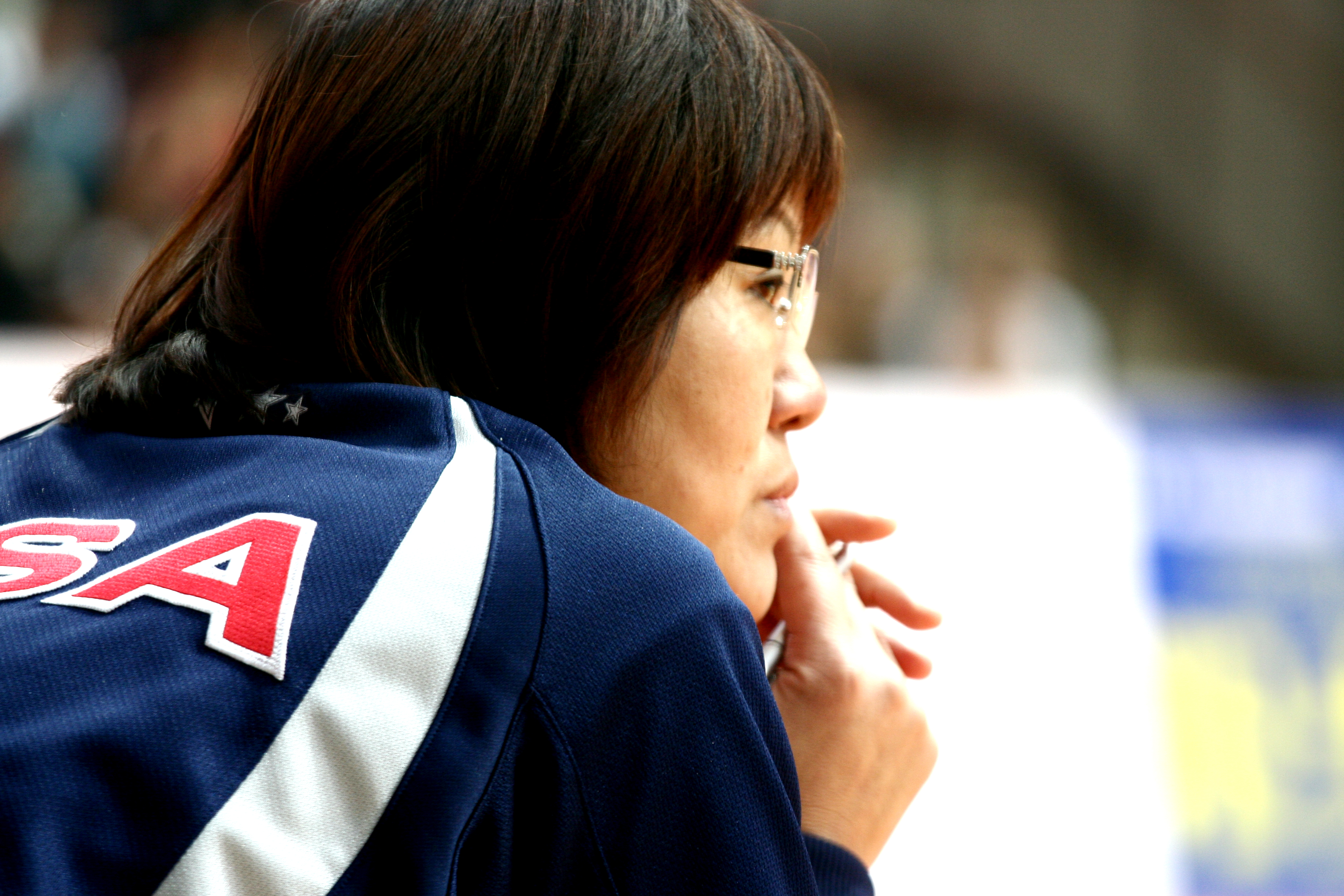
Лан Пин

После этих неудач национальную команду Китая возглавила одна из самых выдающихся волейболисток страны, лидер «золотой» сборной начала 80-х Лан Пин. Под её началом заметно обновлённая сборная стала бронзовым призёром на Кубке мира 1995, а в следующем году взяла «серебро» на Олимпийских играх в Атланте (США), переиграв в полуфинале олимпийского турнира сборную России 3:1, а в финале с тем же счётом уступив в упорнейшей борьбе команде Кубы. Новыми лидерами сборной стали Цюй Юнмэй, Лай Явэнь, Сунь Юэ, Ли Янь, У Юнмэй, Чжу Юньин, Хэ Ци, Ван Цзилин, Ван Лина и другие.
Через два года на очередном мировом первенстве в Японии сборная Китая в той же последовательности встретилась с теми же соперниками на решающей стадии чемпионата и с тем же успехом — уверенная победа в полуфинале над Россией 3:0 и поражение в финале от кубинок 0:3. На протяжении десятилетия 90-х сборная Кубы являлась безусловным гегемоном в женском волейболе, выиграв за этот период все возможные титулы (трижды Олимпиаду, дважды чемпионат мира и трижды Кубок мира).
После чемпионата мира 1998 года Лан Пин покинула пост наставника сборной. Её преемником стал уже возглавлявший национальную команду в 1991—1995 годах Ху Цзинь, но после неудачи на Олимпиаде-2000 (вылет в четвертьфинале и 5-е итоговое место) он был отправлен в отставку. Главным тренером сборной назначен Чэнь Чжунхэ, проработавший на этом посту на протяжении почти 8 лет.

### 2001—2010
Под руководством нового наставника китайские волейболистки первенствовали в розыгрыше Всемирного Кубка чемпионов 2001, дважды подряд играли финале Гран-при (2001 и 2002), по прежнему не имели равных в Азии (победы на первенстве континента и Азиатских играх), стали четвёртыми на чемпионате мира 2002, уступив в полуфинале будущим победительницам итальянкам и проиграв в матче за 3-е место сборной России. В следующем году сборная Китая победила во всех турнирах, в которых принимала участие — Гран-при, чемпионат Азии, Кубок мира.
2004 год принёс сборной Китая олимпийское «золото». В полуфинале олимпийского волейбольного турнира в Афинах в пяти сетах была обыграна сборная Кубы. В финале встретились китайские волейболистки с командой России. Проиграв в упорнейшей борьбе два первых сета, в дальнейшем китаянки сумели склонить чашу весов в свою сторону и победили 3:2. Лучшими игроками той сборной были капитан команды Фэн Кунь, Чжан Пин, Ян Хао, Чжоу Сухун, Лю Яньань, Чжан На, Ван Лина, Чжан Юэхун. Не помешало китаянкам даже отсутствие из-за травмы их ведущей волейболистки Чжао Жуйжуй.
В последующих результатах сборной Китая наметился спад. На чемпионате мира 2006 года китайская команда считалась одним из главных фаворитов, но поражения на групповом этапе от команд России и Бразилии не позволило китайским волейболисткам бороться за медали. Итог — 5-е место. В следующем году китаянки впервые за 20 лет уступили первенство на чемпионате Азии.
Основная ставка после неудач была сделана на домашнюю Олимпиаду-2008, но и на ней в силу разных причин сборная Китая выглядела не очень убедительно. Потерпев два поражения в пяти матчах на групповой стадии, команда Китая в четвертьфинале в трёх партиях победила сборную России, после чего в полуфинале ничего не могла противопоставить бразильской сборной. И всё же в матче за «бронзу» китаянки со счётом 3:1 были сильнее сборной Кубы.
В 2009 году главным тренером национальной команды Китая стал Цай Бинь, до этого возглавлявший молодёжную сборную страны. Под его руководством сборная Китая сначала заняла лишь 5-е место на Гран-при, а затем сенсационно проиграла команде Таиланда в финале чемпионата Азии со счётом 1:3. После неудач последовали оргвыводы и Цай Бинь был отправлен в отставку.
В начале 2010 наставником сборной назначен Ван Баоцюань, но его пребывание на посту главного тренера продлилось лишь до августа того же года, после чего по состоянию здоровья он покинул свой пост. На чемпионат мира китайскую команду повёз Юй Цзюэминь, до этого работавший ассистентом главного тренера. Выступление сборной Китая на мировом первенстве закончилось полным провалом. Одержав на предварительном этапе лишь 3 победы в семи матчах, китайские волейболистки получили возможность бороться лишь за 9—12 места. Итогом выступления стало лишь 10-е место. И только победа сборной на Азиатских играх в ноябре того же года сохранила за Юй Цзюэминем пост наставника, позволив избежать тренерской чехарды в национальной команде страны.

### 2011—н.в.

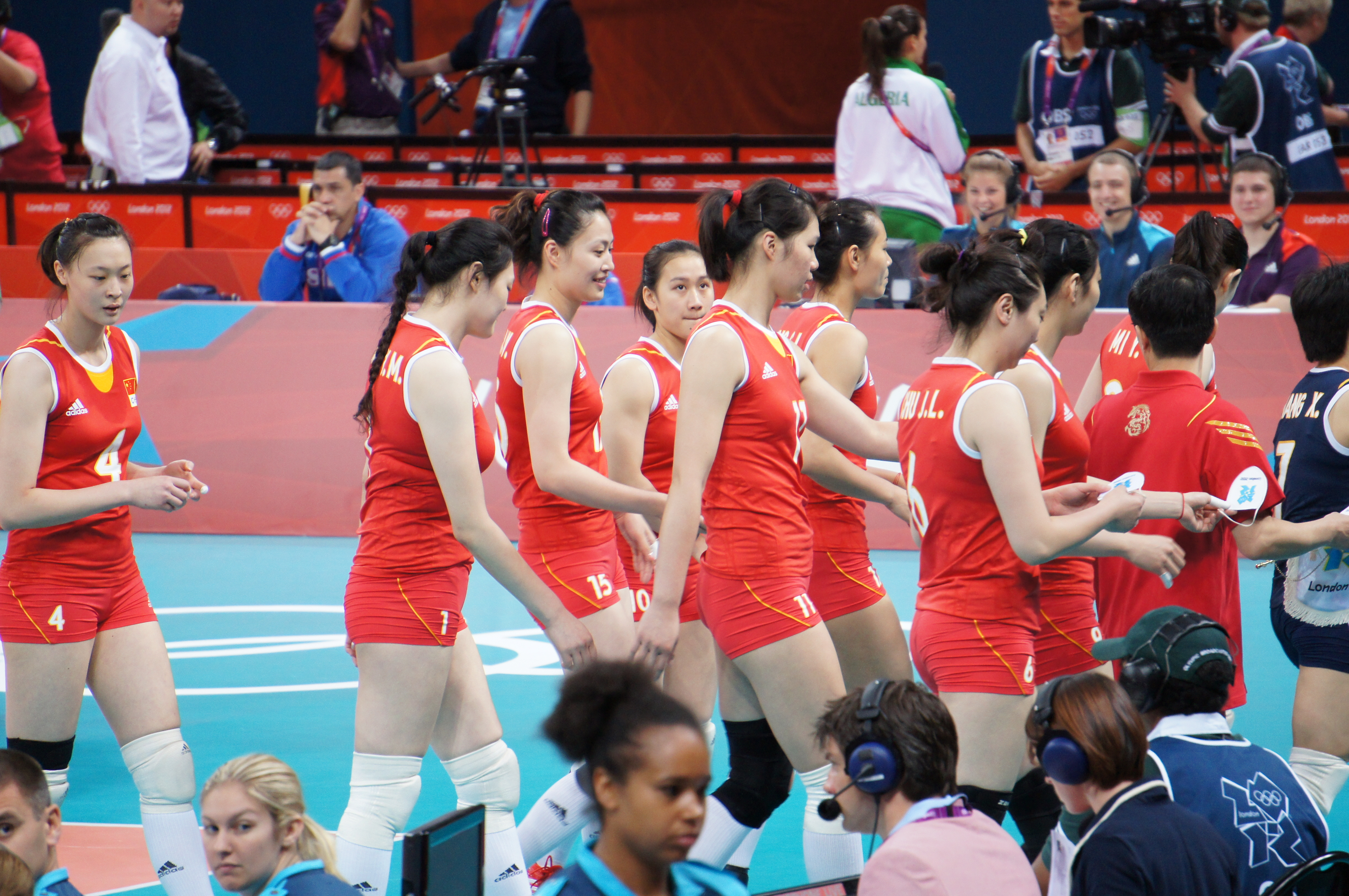
Сборная Китая. Гран-при-2012

За 2010—2012 годы сборная Китая подверглась значительному обновлению. К Олимпиаде-2012 от олимпийского состава 2008 года осталось лишь 4 волейболистки. И если в предолимпийском 2011 году в результатах команды наметился подъём (возвращение звания сильнейшей команды Азии на континентальном первенстве, «бронза» на Кубке мира), то в 2012 выступление сборной вновь не оправдало ожиданий и прежде всего на Олимпийских играх в Лондоне, где китаянки прекратили борьбу за медали на четвертьфинальной стадии, уступив команде Японии в пяти сетах.
В апреле 2013 года главным тренером сборной Китая вновь, после 15-летнего перерыва, назначена Лан Пин, до этого работавшая наставником ряда итальянских команд и сборной США (в 2005—2008). Первый официальный турнир под руководством нового-старого тренера завершился в целом успешно — 2-е место на Гран-при. А вот на очередном чемпионате Азии китайская команда потерпела чувствительное поражение, проиграв в полуфинале хозяйкам первенства сборной Таиланда в пяти сетах, а затем в матче за бронзовые награды и сборной Японии также в пяти партиях. Таким образом впервые сборная Китая осталась без медалей азиатского континентального чемпионата.
В 2014 году сборная Китая в значительной степени вернула несколько утраченные позиции в мировом волейболе. На чемпионате мира, проходившем в Италии, китайские волейболистки дошли до финала, где в упорнейшей борьбе уступили сборной США 1:3 и стали серебряными призёрами первенства.
В 2015 китайская национальная команда продолжила своё поступательное движение, сначала вернув себе титул сильнейшей команды Азии на домашнем чемпионате континента, а затем первенствовав в розыгрыше Кубка мира.
2016 год принёс сборной Китая третье в своей истории олимпийское золото. Китайская команда тяжело начала олимпийский турнир в Рио-де-Жанейро, заняв в своей группе предварительного этапа лишь 4-е место. Уверенно в трёх партиях были обыграны только сборные Италии и Пуэрто-Рико, а командам Нидерландов, Сербии и США китаянки уступили. В четвертьфинале сборная Китая вынуждена была играть с победителем другой группы — сборной Бразилии, не отдавшей до того соперникам ни одного сета. Упорнейший поединок неожиданно завершился в пользу Китая 3:2 (15:25, 25:23, 25:22, 22:25, 15:13). Столь же непросто, но уже в четырёх сетах, сложился и полуфинальный матч китайских волейболисток с голландскими, вновь принеся победу китаянкам 3:1 (27:25, 23:25, 29:27, 25:23). В финале китайской команде вновь пришлось играть с Сербией. Групповой поединок этих соперников завершился уверенной победой сербок 3:0, но в решающем матче китаянок было уже не остановить. Проиграв первую партию со счётом 19:25, в дальнейшем азиатские волейболистки перехватили инициативу и были сильнее в трёх следующих сетах 25:17, 25:22, 25:23, став триумфаторами волейбольного турнира Олимпиады. Самым ценным игроком турнира была признана китайская нападающая Чжу Тин.
В 2017 Лан Пин была назначена главным тренером всех женских сборных Китая, а наставником основной национальной команды стал её бывший ассистент Ань Цзяцзе. Под его руководством китайские волейболистки первенствовали в розыгрыше Всемирного Кубка чемпионов, одержав победы во всех 5 сыгранных на турнире матчах. В 2018 Лан Пин вернулась на пост главного тренера сборной.
В 2018 году основной состав сборной Китая принял участие в трёх турнирах — Лиге наций, Азиатских играх и чемпионате мира. В июле китаянки принимали финальный этап первого розыгрыша Лиги наций и заняли 3-е место, уступив в полуфинале будущему победителю — команде США. В волейбольном турнире Азиатских играх китайская сборная выиграла все свои 8 матчей, не отдав соперникам даже ни одной партии. На мировое первенство в Японию национальная команда Китая ехала в ранге одного из безусловных фаворитов и в 10 матчах трёх групповых этапов потерпела всего лишь одно поражение, но в полуфинале против сборной Италии не смогли справиться прежде всего с Паолой Эгону, которая показала в том матче выдающуюся результативность — 45 очков. Итог — поражение олимпийских чемпионок 2:3. Уверенная победа в матче за 3-е место над командой Нидерландов принесла китайским волейболисткам бронзовые награды турнира.
В 2019 году основной состав сборной Китая принял участие в двух турнирах — олимпийской квалификации и Кубке мира и уверенно первенствовал в обоих, не потерпев ни одного поражения.
На Олимпийские игры в Токио, отложенные на 2021 год из-за пандемии COVID-19, команда Китая ехала в качестве одного из главных фаворитов, но совершенно неожиданно не сумела даже выйти из группы предварительного этапа. Поражения в трёх стартовых матчах от Турции, США и России привели китайскую сборную к своему худшему результату за всё время участия в Олимпийских играх.

## Результаты выступлений и составы

### Олимпийские игры
| - 1964 — не участвовала - 1968 — не участвовала - 1972 — не участвовала - 1976 — не участвовала - 1980 — отказ от участия - 1984 — 1-е место - 1988 — 3-е место - 1992 — 7-е место | - 1996 — 2-е место - 2000 — 5-е место - 2004 — 1-е место - 2008 — 3-е место - 2012 — 5—8-е место - 2016 — 1-е место - 2020 — 9—10-е место - 2024 — 5—8-е место |

- 1984: Лан Пин, Ян Силань, Чжан Жунфан, Чжоу Сяолань, Цзян Ин, Лян Янь, Чжэн Мэйчжу, Хоу Ючжу, Ли Яньцзюнь, Ян Сяоцзюнь, Чжу Лин. Тренер — Юань Вэйминь.
- 1988: Ли Гоцзюнь, Чжоу Хун, Хоу Ючжу, Ван Яцзюнь, Ян Силань, Су Хуэйцзюань, Цзян Ин, Цюй Юнмэй, Ян Сяоцзюнь, Чжэн Мэйчжу, У Дань, Ли Юэмин. Тренер — Ли Яосянь.
- 1992: Ли Гоцзюнь, Чжоу Хун, Су Хуэйцзюань, У Дань, Ли Юэмин, Чэнь Фэнцинь, Гао Лин, Лай Явэнь, Ма Фан, Су Лицюнь, Сунь Юэ, Ван И. Тренер — Ху Цзинь.
- 1996: Лай Явэнь, Ли Янь, Цюй Юнмэй, Чжу Юньин, У Юнмэй, Ван И, Хэ Ци, Пань Вэньли, Лю Сицзин, Ван Цзилин, Сунь Юэ, Ван Лина. Тренер — Лан Пин.
- 2000: У Дань, Ли Янь, Чжу Юньин, У Юнмэй, Ли Шань, Хэ Ци, Чэнь Ин, Сунь Юэ, Цю Айхуа, Гуй Чаожань, Ван Лина, Инь Инь. Тренер — Ху Цзинь.
- 2004: Фэн Кунь, Ян Хао, Лю Яньань, Ли Шань, Чжоу Сухун, Чжао Жуйжуй, Чжан Юэхун, Чэнь Цзин, Сун Нина, Ван Лина, Чжан На, Чжан Пин. Тренер — Чэнь Чжунхэ.
- 2008: Ван Имэй, Фэн Кунь, Ян Хао, Лю Яньань, Вэй Цююэ, Сюй Юньли, Чжоу Сухун, Чжао Жуйжуй, Сюэ Мин, Ли Юань, Чжан На, Ма Юньвэнь. Тренер — Чэнь Чжунхэ.
- 2012: Ван Имэй, Ми Ян, Хуэй Жоци, Чу Цзиньлин, Чжан Сянь, Вэй Цююэ, Ян Цзюньцзин, Шань Даньна, Сюй Юньли, Чжэн Чуньлэй, Ма Юньвэнь, Чжан Лэй. Тренер — Юй Цзюэминь.
- 2016: Юань Синьюэ, Чжу Тин, Ян Фансюй, Гун Сянъюй, Вэй Цююэ, Чжан Чаннин, Лю Сяотун, Сюй Юньли, Хуэй Жоци, Линь Ли, Дин Ся, Янь Ни. Тренер — Лан Пин.
- 2020: Юань Синьюэ, Чжу Тин, Гун Сянъюй, Ван Юаньюань, Чжан Чаннин, Лю Сяотун, Яо Ди, Ли Инъин, Дин Ся, Янь Ни, Ван Мэнцзе, Лю Яньхань. Тренер — Лан Пин.
- 2024: Юань Синьюэ, Чжу Тин, Дяо Линьюй, Гао И, Гун Сянъюй, Ван Юаньюань, Чжан Чаннин, Ли Инъин, Чжэн Исинь, Дин Ся, Ван Мэнцзе, У Мэнцзе. Тренер — Цай Бинь.

### Чемпионаты мира
| - 1952 — не участвовала - 1956 — 6-е место - 1960 — не участвовала - 1962 — 9-е место - 1967 — отказ от участия - 1970 — не участвовала - 1974 — 14-е место - 1978 — 6-е место - 1982 — 1-е место - 1986 — 1-е место | - 1990 — 2-е место - 1994 — 8-е место - 1998 — 2-е место - 2002 — 4-е место - 2006 — 5-е место - 2010 — 10-е место - 2014 — 2-е место - 2018 — 3-е место - 2022 — 6-е место |

- 1982: Цао Хуэйин, Чэнь Яцюнь, Чэнь Чжаоди, Лан Пин, Сунь Цзиньфан, Ян Си, Ян Силань, Чжан Жунфан, Чжоу Сяолань, Цзян Ин, Лян Янь, Чжэн Мэйчжу. Тренер — Юань Вэйминь.
- 1986: Ян Силань, Ху Сяофэн, Хоу Ючжу, Цзян Ин, Ли Яньцзюнь, Лян Янь, Лю Вэй, Су Хуэйцзюань, У Дань, Ян Сяоцзюнь, Инь Цинь, Чжэн Мэйчжу. Тренер — Чжан Жунфан.
- 1990: Лан Пин, Ли Гуоцзюнь, Чжоу Хун, Су Хуэйцзюань, Цюй Юнмэй, У Дань, Ли Юэмин, Чэнь Фэнцинь, Лай Явэнь, Ма Фан, Чжоу Хун, Ван И. Тренер — Ли Яосянь.
- 1998: Ли Явэнь, Ли Янь, Цюй Юнмэй, Чжу Юньин, У Юнмэй, Хэ Ци, Инь Инь, Ли Ичжи, Ван Цзилин, Сунь Юэ, Цю Айхуа, Ван Лина. Тренер — Лан Пин.
- 2002: Чжан Цзин, Фэн Кунь, Ян Хао, Лю Яньань, Ли Шань, Чжоу Сухун, Чжао Жуйжуй, Чжан Юэхун, Чэнь Цзин, Сун Нина, Ли Ин, Сюн Цзи. Тренер — Чэнь Чжунхэ.
- 2006: Ван Имэй, Фэн Кунь, Ян Хао, Лю Яньань, Чу Цзиньлин, Ли Шань, Чжоу Сухун, Ли Цзюань, Сун Нина, Чжан На, Сюй Юньли, Чжан Пин. Тренер — Чэнь Чжунхэ.
- 2010: Ван Имэй, Чжан Лэй, Ян Цзе, Шэнь Цзинси, Чжоу Сухун, Чжан Сянь, Вэй Цююэ, Ли Цзюань, Сюй Юньли, Сюэ Мин, Чэнь Лии, Ма Юньвэнь. Тренер — Ю Цзюэмин.
- 2014: Юань Синьюэ, Чжу Тин, Ян Фансюй, Шэнь Цзинси, Ян Цзюньцзин, Вэй Цююэ, Чжэн Чуньлэй, Лю Сяотун, Шань Даньна, Сюй Юньли, Хуэй Жоци, Чэнь Чжан, Ван Хуэйминь, Ван На. Тренер — Лан Пин.
- 2018: Юань Синьюэ, Чжу Тин, Ян Ханьюй, Ху Минъюань, Гун Сянъюй, Чжэн Чуньлэй, Чжан Чаннин, Лю Сяотун, Яо Ди, Ли Инъин, Линь Ли, Дин Ся, Янь Ни, Ван Мэнцзе. Тренер — Лан Пин.
- 2022: Юань Синьюэ, Дяо Линьюй, Ян Ханьюй, Гао И, Гун Сянъюй, Ван Юаньюань, Цзинь Е, Ван Юньлюй, Ван Ичжу, Ли Инъин, Ван Вэйи, Дин Ся, Ван Мэнцзе, Чэнь Пэйянь. Тренер — Цай Бинь.

### Кубок мира
| - 1973 — не участвовала - 1977 — 4-е место - 1981 — 1-е место - 1985 — 1-е место - 1989 — 3-е место - 1991 — 2-е место - 1995 — 3-е место | - 1999 — 5-е место - 2003 — 1-е место - 2007 — отказ от участия - 2011 — 3-е место - 2015 — 1-е место - 2019 — 1-е место |

- 1981: Лан Пин, Сунь Цзиньфан, Чжан Жунфан, Чжоу Сяолань, Лян Янь, Су Хуэйцзюань, Чжу Лин, … Тренер — Юань Вэйминь.
- 1985: Лан Пин, Ян Силань, Хоу Ючжу, Цзян Ин, Лян Янь, Чжэн Мэйчжу, Ли Яньцзюнь, Су Хуэйцзюань, Ян Сяоцзюнь, … Тренер — Дэн Жуоцзэн.
- 1991: Су Хуэйцзюань, У Дань, Ли Гоцзюнь, Ли Юэмин, Чэнь Фэнцинь, Лай Явэнь, Ма Фан, Ван И, Чжоу Хун … Тренер — Ху Цзинь.
- 2003: Фэн Кунь, Ян Хао, Лю Яньань, Ли Шань, Чжоу Сухун, Чжао Жуйжуй, Чжан Юэхун, Чэнь Цзин, Сун Нина, Ван Лина, Чжан На, Чжан Пин. Тренер — Чэнь Чжунхэ.
- 2011: Ван Имэй, Ми Ян, Ян Цзе, Хуэй Жоци, Чжан Сянь, Вэй Цююэ, Ян Цзюньцзин, Сюй Юньли, Чэнь Лии, Ма Юньвэнь, Чжан Лэй, Фань Линьлинь. Тренер — Юй Цзюэмин.
- 2015: Юань Синьюэ, Чжу Тин, Шэнь Цзинси, Ян Цзюньцзин, Вэй Цююэ, Чжэн Чуньлэй, Чжан Чаннин, Чжан Сяоюа, Лин Ли, Дин Ся, Янь Ни, Ван Мэнцзе, Лю Яньхань, Лю Сяотун. Тренер — Лан Пин.
- 2019: Юань Синьюэ, Чжу Тин, Ян Ханьюй, Гун Сянъюй, Ван Юаньюань, Цзэн Чуньлэй, Чжан Чаннин, Лю Сяотун, Яо Ди, Ли Инин, Чжэн Исинь, Дин Ся, Янь Ни, Ван Мэнцзе, Лю Яньхань. Тренер — Лан Пин.

### Всемирный Кубок чемпионов
| - 1993 — 2-е место - 1997 — 4-е место - 2001 — 1-е место - 2005 — 3-е место | - 2009 — не квалифицировалась - 2013 — не квалифицировалась - 2017 — 1-е место |

- 2001: Чжан Цзин, Фэн Кунь, Ян Хао, Лю Яньань, Ли Шань, Чжоу Сухун, Чжао Жуйжуй, Чжан Юэхун, Чэнь Цзин, Сун Нина, Цзи Сюн, Линь Ханьин. Тренер — Чэнь Чжунхэ.
- 2005: Ван Имэй, Фэн Кунь, Ян Хао, Лю Яньань, Чу Цзиньлин, Чжоу Сухун, Сюэ Мин, Ли Цзюань, Сун Нина, Ма Юньвэнь, Чжан На, Чжан Пин. Тренер — Чэнь Чжунхэ.
- 2017: Юань Синьюэ, Чжу Тин, Гун Сянъюй, Дяо Линью, Яо Ди, Чжан Чаннин, Лю Сяотун, Чжэн Исинь, Ван Чэньюэ, Линь Ли, Дин Ся, Ван Мэнцзи, Янь Ни, Чжэн Чуньлэй. Тренер — Ань Цзяцзе.

### Гран-при
| - 1993 — 2-е место - 1994 — 3-е место - 1995 — 4-е место - 1996 — 4-е место - 1997 — 5-е место - 1998 — 4-е место - 1999 — 3-е место - 2000 — 4-е место - 2001 — 2-е место - 2002 — 2-е место - 2003 — 1-е место - 2004 — 5-е место - 2005 — 3-е место | - 2006 — 5-е место - 2007 — 2-е место - 2008 — 5-е место - 2009 — 5-е место - 2010 — 4-е место - 2011 — 8-е место - 2012 — 5-е место - 2013 — 2-е место - 2014 — 4-е место - 2015 — 4-е место - 2016 — 5-е место - 2017 — 4-е место |

- 1999: Гуй Чаожань, Чжу Юньин, У Юнмэй, Ли Шань, Хэ Ци, Чэнь Цзин, Сунь Юэ, Цю Айхуа, Чжоу Сухун, Ван Лина, Линь Вэньчжэнь, Инь Инь. Главный тренер — Ху Цзинь.
- 2001: Чжан Цзин, Фэн Кунь, Ян Хао, Лю Яньань, У Юнмэй, Ли Шань, Чжоу Сухун, Чжао Жуйжуй, Чжан Юэхун, Чэнь Цзин, Сун Нина, Сюн Цзи. Тренер — Чэнь Чжунхэ.
- 2002: Чжан Цзин, Фэн Кунь, Ян Хао, Лю Яньань, У Юнмэй, Ли Шань, Чжоу Сухун, Чжао Жуйжуй, Чжан Юэхун, Чэнь Цзин, Сун Нина, Ли Ин. Тренер — Чэнь Чжунхэ.
- 2003: Фэн Кунь, Ян Хао, Лю Яньань, Чу Цзиньлин, Ли Шань, Чжоу Сухун, Чжао Жуйжуй, Чжан Юэхун, Чэнь Цзин, Сун Нина, Ван Лина, Чжан На. Тренер — Чэнь Чжунхэ.
- 2005: Ван Имэй, Фэн Кунь, Ян Хао, Лю Яньань, Чу Цзиньлин, Чжоу Сухун, Сюэ Мин, Чжао Юнь, Ван Тин, Ма Юньвэнь, Чжан На, Чжан Пин. Тренер — Чэнь Чжунхэ.
- 2007: Хань Сюй, Ян Хао, Лю Яньань, Вэй Цююэ, Сюй Юньли, Чжоу Сухун, Сюэ Мин, Чжан Юэхун, Сунь Сяоцин, Ли Цзюань, Чжан На, Ма Юньвэнь. Тренер — Чэнь Чжунхэ.
- 2013:  Инь На, Чжу Тин, Ми Ян, Шэнь Цзинси, Ян Цзюньцзин, Чжэн Чуньлэй, Ван Имэй, Хуэй Жоци, Чжан Лэй, Лю Цунцун, Чэнь Чжань, Ма Юньвэнь. Главный тренер — Лан Пин.

### Лига наций
- 2018 —  3-е место
- 2019 —  3-е место
- 2021 — 5-е место
- 2022 — 6-е место
- 2023 —  2-е место
- 2024 — 5—8-е место
- 2025 — 5-е место

- 2018: Юань Синьюэ, Чжу Тин, Ян Фансюй, Гао И, Гун Сянъюй, Чжэн Чуньлэй, Лю Сяотун, Ли Инъин, Дяо Линъюй, Линь Ли, Дин Ся, Янь Ни, Ван Мэнцзе, Ху Минъюань (в матчах предварительного этапа также играли Ян Ханьюй, Ван Юаньюань, Яо Ди, Лю Яньхань, Дуань Фан, Чжан Ичань, Мэн Цзисюань). Тренер — Лан Пин.
- 2019: Дяо Линьюй, Ян Ханьюй, Ху Минъюань, Гун Сянъюй, Ван Юаньюань, Лю Сяотун, Яо Ди, Чжэн Исинь, Линь Ли, Лю Яньхань, Дуань Фан, Ни Фэйфань, Ду Цинцин, Цзинь Е (в матчах предварительного этапа также играли Юань Синьюэ, Чжу Тин, Цзэн Чуньлэй, Чжан Чаннин, Ли Инин, Сунь Янь, Дин Ся, Янь Ни, Ван Мэнцзе). Тренер — Лан Пин.
- 2023: Ван Мэнцзе, Ван Юаньюань, Ван Юньлу, Гао И, Гун Сянъюй, Ду Цинцин, Дяо Линьюй, Ли Инъин, Ни Фэйфань, Сюй Сяотин, Чжун Хуэй, Чжэн Исинь, Юань Синьюэ, Ян Ханьюй. Тренер — Цай Бинь.

### Чемпионат Азии
| - 1975 — 3-е место - 1979 — 1-е место - 1983 — 2-е место - 1987 — 1-е место - 1989 — 1-е место - 1991 — 1-е место - 1993 — 1-е место - 1995 — 1-е место - 1997 — 1-е место - 1999 — 1-е место | - 2001 — 1-е место - 2003 — 1-е место - 2005 — 1-е место - 2007 — 2-е место - 2009 — 2-е место - 2011 — 1-е место - 2013 — 4-е место - 2015 — 1-е место - 2017 — 4-е место - 2019 — 4-е место - 2023 — 2-е место |

- 2003: Фэн Кунь, Ян Хао, Лю Яньань, Чу Цзиньлин, Ли Шань, Чжоу Сухун, Чжао Жуйжуй, Чжан Юэхун, Чэнь Цзин, Сун Нина, Ван Лина, Чжан На. Тренер — Чэнь Чжунхэ.
- 2005: Ван Имэй, Фэн Кунь, Ян Хао, Лю Яньань, Чу Цзиньлин, Чжоу Сухун, Сюэ Мин, Чжао Юнь, Ван Тин, Ма Юньвэнь, Чжан На, Чжан Пин. Тренер — Чэнь Чжунхэ.
- 2011: Ван Имэй, Ми Янь, Ян Цзе, Хуэй Жоци, Чжан Сянь, Вэй Цююэ, Ян Цзюньцзин, Сюй Юньли, Чэнь Лии, Ма Юньвэнь, Чжан Лэй, Фань Линьлинь. Тренер — Юй Цзюэминь.
- 2015: Юань Синьюэ, Чжу Тин, Ян Фансюй, Шэнь Цзинси, Ян Цзюньцзин, Чжэн Чуньлэй, Чжан Чаннин, Шань Даньна, Хуэй Жоци, Линь Ли, Дин Ся, Янь Ни. Тренер — Лан Пин.

### Азиатские игры
| - 1962 — не участвовала - 1966 — не участвовала - 1970 — не участвовала - 1974 — 3-е место - 1978 — 2-е место - 1982 — 1-е место - 1986 — 1-е место - 1990 — 1-е место | - 1994 — 2-е место - 1998 — 1-е место - 2002 — 1-е место - 2006 — 1-е место - 2010 — 1-е место - 2014 — 2-е место - 2018 — 1-е место - 2022 — 1-е место |

- 2002: Чжан Цзин, Фэн Кунь, Ян Хао, Лю Яньань, Ли Шань, Чжоу Сухун, Чжао Жуйжуй, Чжан Юэхун, Чэнь Цзин, Сун Нина, Ли Ин, Сюн Цзи. Тренер — Чэнь Чжунхэ.
- 2006: Ван Имэй, Фэн Кунь, Ян Хао, Лю Яньань, Чу Цзиньлин, Ли Шань, Чжоу Сухун, Ли Цзюань, Сун Нина, Чжан На, Сюй Юньли, Чжан Пин. Тренер — Чэнь Чжунхэ.
- 2010: Ван Имэй, Чжан Лэй, Ян Цзе, Шэнь Цзинси, Чжоу Сухун, Чжан Сянь, Вэй Цююэ, Ли Цзюань, Сюй Юньли, Сюэ Мин, Чэнь Лии, Ма Юньвэнь. Тренер — Юй Цзюэмин.
- 2014[5]: Цяо Тин, Яо Ди, By На, Ван Цянь, Дин Ся, Янь Ни, Чжан Чаннин, Ли Цзин, Чжан Сяоя, Лю Яньхань, Хуан Люянь, Ван Ци. Тренер — Сюй Цзяньдэ.
- 2018: Юань Синьюэ, Чжу Тин, Гун Сянъюй, Чжэн Чуньлэй, Лю Сяотун, Яо Ди, Ли Инъин, Дяо Линью, Линь Ли, Дин Ся, Янь Ни, Ван Мэнцзе, Дуань Фан, Ху Минъюань. Тренер — Лан Пин.
- 2022: Юань Синьюэ, Дяо Линьюй, Гао И, Гун Сянъюй, Ван Юаньюань, Ван Юньлюй, Чжун Хуэй, Ли Инъин, Чжэн Исинь, Дин Ся, Ван Мэнцзе, У Мэнцзе. Тренер — Цай Бинь.

### Кубок Азии
- 2008 —  1-е место
- 2010 —  1-е место
- 2012 —  2-е место
- 2014 —  1-е место
- 2016 —  1-е место
- 2018 —  1-е место
- 2022 —  2-е место

### Другие турниры
Сборная Китая также становилась победителем крупных международных соревнований, проводимых ФИВБ для сильнейших женских сборных мира: Супер-Топ-4 (1988), Суперкубок ФИВБ (1991, 1992), Кубок Японии (1985), World Super Challenge (1996). Кроме этого, сборная Китая побеждала на традиционных международных волейбольных турнирах «Монтрё Воллей Мастерс» (1990, 2000, 2003, 2007, 2010), Кубке Бориса Ельцина (2006, 2007, 2011), а также на организованном Федерацией волейбола СССР Мемориале А. И. Чинилина (1988, 1989), в котором принимал участие ряд сильнейших национальных команд мира.

### Гала-матчи ФИВБ
В 1985 году женской сборной Китая противостояла сборная мира («Все звёзды») в рамках Гала-матчей ФИВБ, проведённых впервые по инициативе президента ФИВБ Рубена Акосты. Вот их результаты:
- 28 декабря. Пекин. Китай — «Все звёзды» 3:1 (15:6, 11:15, 15:4, 15:3).
- 31 декабря. Шанхай. Китай — «Все звёзды» 3:2 (15:11, 12:15, 15:12, 10:15, 15:13).

## Тренеры
| - 1954—1956 — Ли Аньхэ - 1956 — Хоу Вэйи - 1957 — Цянь Цзясян - 1959—1962 — Хоу Вэйи - 1963—1964 — Юн Юнъу - 1965 — Хэ Бинъян - 1966 — Ма Чжаньюань - 1967 — Хэ Бинъян - 1972 — Ван Сюйюнь - 1972—1974 — Ли Цзунси - 1975 — Хань Юньбо - 1976—1984 — Юань Вэйминь - 1984—1985 — Дэн Жоцзэн - 1986 — Чжан Жунфан | - 1987—1988 — Ли Яосянь - 1989—1992 — Ху Цзинь - 1993—1994 — Ли Сяофэн - 1995—1999 — Лан Пин - 1999—2000 — Ху Цзинь - 2001—2008 — Чэнь Чжунхэ - 2009—2010 — Цай Бинь - 2010 — Ван Баоцюань - 2010—2013 — Юй Цзюэминь - 2013—2016 — Лан Пин - 2017 — Ань Цзяцзе - 2018—2021 — Лан Пин - с 2022 — Цай Бинь |

## Состав
Сборная Китая в соревнованиях 2024 года (Лига наций, Олимпийские игры).
| №  | Имя, фамилия | Год рождения | Рост | Амплуа      | Клуб                                 |
| -- | ------------ | ------------ | ---- | ----------- | ------------------------------------ |
| 1  | Юань Синьюэ  | 1996         | 203  | центральная | «Вакыфбанк» Стамбул                  |
| 2  | Чжу Тин      | 1994         | 198  | нападающая  | «Имоко Воллей» Конельяно             |
| 3  | Дяо Линьюй   | 1994         | 182  | связующая   | «Цзянсу Чжунтянь Стил» Чанчжоу       |
| 5  | Гао И        | 1998         | 193  | центральная | «Шанхай Брайт Юбест» Шанхай          |
| 6  | Гун Сянъюй   | 1997         | 186  | нападающая  | «Тяньцзинь Бохай Бэнк» Тяньцзинь     |
| 7  | Ван Юаньюань | 1997         | 195  | центральная | «Тяньцзинь Бохай Бэнк» Тяньцзинь     |
| 8  | Сюй Сяотин   | 1998         | 180  | связующая   | «Шанхай Брайт Юбест» Шанхай          |
| 9  | Чжан Чаннин  | 1995         | 195  | нападающая  | «Цзянсу Чжунтянь Стил» Чанчжоу       |
| 10 | Ван Юньлу    | 1996         | 192  | нападающая  | «Бэйцзин Байк Мотор» Пекин           |
| 12 | Ли Инъин     | 2000         | 192  | нападающая  | «Тяньцзинь Бохай Бэнк» Тяньцзинь     |
| 14 | Чжэн Исинь   | 1995         | 187  | центральная | «Фуцзянь Аньси Тэкуаньинь» Цюаньчжоу |
| 16 | Дин Ся       | 1990         | 180  | связующая   | «Ляонин Дунган» Инкоу                |
| 17 | Ни Фэйфань   | 2001         | 177  | либеро      | «Цзянсу Чжунтянь Стил» Чанчжоу       |
| 18 | Ван Мэнцзе   | 1995         | 172  | либеро      | «Бэйцзин Байк Мотор» Пекин           |
| 21 | У Мэнцзе     | 2002         | 192  | нападающая  | «Цзянсу Чжунтянь Стил» Чанчжоу       |
| 22 | Чжуан Юйшань | 2003         | 185  | нападающая  | «Фуцзянь Аньси Тэкуаньинь» Цюаньчжоу |
| 23 | Ван Вэньхань | 2002         | 194  | центральная | «Шаньдун Жичжао Стил» Цзыбо          |

- Главный тренер — Цай Бинь.
- Тренеры — Чэнь Чжан, Чжи Юань, Лай Явэнь.